# Alexandre Trauner
Alexandre Trauner (geboren Sàndor Trau; Boedapest, 3 augustus 1906 – Omonville-la-Petite, 5 december 1993) was een Hongaarse production designer. Hij is vooral bekend door zijn samenwerking met Billy Wilder in films als The Apartment en Irma la Douce.

## Biografie
Nadat Trauner schilderkunst had gestudeerd, verliet hij Hongarije in 1929, op de vlucht voor de antisemitische regering van admiraal Miklós Horthy. In Parijs werd hij de assistent van decorontwerper Lazare Meerson, in de studio's in Épinay-sur-Seine waar hij werkte aan films als À nous la liberté (1931) en La Kermesse héroïque (1935). In 1937 werd hij chef-decorontwerper.

Trauner werkte enkele jaren samen met regisseur Marcel Carné aan films als Quai des brumes (1938), Le jour se lève (1939) en Les Enfants du paradis (1945). Trauner werkte ondergedoken aan Les Enfants du Paradis, dat werd gefilmd in de Studios de la Victorine in Nice in 1943 en 1944 tijdens de bezetting van Frankrijk door de nazi's. Hij werd internationaal bekend door zijn werk aan de Orson Welles film Othello (1951)
Tussen 1958 en 1978 werkte hij samen met Billy Wilder aan acht films. Zijn eerste samenwerking met Wilder was voor de film Love in the Afternoon (1957), met Audrey Hepburn en Gary Cooper in de hoofdrol. Daaropvolgend zou hij werken aan Witness for the Prosecution (1957). Later zou hij werken aan de film The Apartment (1960), waarbij hij gebruik maakte van vals perspectief, een kenmerk van zijn werk. Voor zijn werk aan deze film won hij een Academy Award. Hij werkte ook aan How to Steal a Million (William Wyler, 1966), The Man Who Would Be King (John Huston, 1975), Don Giovanni (Joseph Losey, 1979) en Subway (Luc Besson, 1985). Trauner kreeg in 1976 zijn tweede Oscarnominatie voor The Man Who Would Be King.
In 1980 was hij lid van de jury van het 30ste Internationaal filmfestival van Berlijn.
Hij is twee keer getrouwd geweest.

## Filmografie
(Incompleet)
- Ciboulette (1933)
- Another World (1937)
- Woman of Malacca (1937)
- Les Enfants du paradis (1945)
- Mollenard (1938)
- Hôtel du Nord (1938)
- Port of Shadows (1938)
- The Curtain Rises (1938)
- Gates of the Night (1946)
- The Misfortunes of Sophie (1946)
- La Marie du port (1950)
- Juliette, or Key of Dreams (1951)
- Miracles Only Happen Once (1951)
- Othello (1952)
- Rififi (1955)
- Lady Chatterley's Lover (1955)
- The Light Across the Street (1956)
- Mademoiselle Striptease (1956)
- Love in the Afternoon (1957)
- Witness for the Prosecution (1957)
- The Nun's Story (1959)
- The Apartment (1960)
- One, Two, Three (1961)
- Once More, with Feeling! (1960)
- Irma la Douce (1963)
- Behold a Pale Horse (1964)
- Kiss Me Stupid (1964)
- How to Steal a Million (1966)
- The Night of the Generals (1967)
- A Flea in Her Ear (1968)
- The Private Life of Sherlock Holmes (1970)
- The Man Who Would Be King (1975)
- Fedora (1978)
- The Fiendish Plot of Dr. Fu Manchu (1980)
- The Train Killer (1983)
- Round Midnight (1986)